# آرنولد پالمر
 آرنلد پالمر (انگلیسی: Arnold Palmer؛ زادهٔ ۱۰ سپتامبر ۱۹۲۹ – درگذشته ۲۵ سپتامبر ۲۰۱۶ ) یک گلف‌باز حرفه‌ای اهل ایالات متحده آمریکا بود که در زمان حیاتش جوایز بسیاری را نصیب خود نمود.
وی همچنین برنده جوایزی همچون نشان افتخار آزادی رئیس‌جمهوری شده‌است.